# Volksbank Haselünne
Die  Volksbank Haselünne eG ist eine deutsche Genossenschaftsbank mit Sitz in der niedersächsischen Stadt Haselünne im Landkreis Emsland.

## Geschichte
Die Volksbank Haselünne eG wurde am 15. März 1898 gegründet und fusionierte letztmals im Jahr 1999 mit der Volksbank Herzlake eG mit dem Sitz in Herzlake und der Volksbank Holte eG mit dem Sitz in Holte-Lastrup.

## Rechtsverhältnisse
Die Volksbank Haselünne eG ist im Genossenschaftsregister beim Amtsgericht Osnabrück unter GnR 120004 eingetragen.

## Organisationsstruktur
Rechtsgrundlagen sind das Genossenschaftsgesetz und die durch die Generalversammlung beschlossene Satzung. Organe der Bank sind der Vorstand, der Aufsichtsrat und die Generalversammlung.

## Sicherungseinrichtung
Die Volksbank Haselünne eG ist der amtlich anerkannten Sicherungseinrichtung des Bundesverbandes der Deutschen Volksbanken und Raiffeisenbanken GmbH und der zusätzlichen freiwilligen Sicherungseinrichtung des Bundesverbandes der Deutschen Volksbanken und Raiffeisenbanken e.V. angeschlossen.

## Geschäftsausrichtung
Die Volksbank Haselünne eG betreibt das Universalbankgeschäft. Im Verbundgeschäft arbeitet sie mit der DZ Bank, R+V Versicherung, Bausparkasse Schwäbisch Hall, Teambank, VR Leasing, DZ Hyp und der Union Investment zusammen.

## Geschäftsgebiet
Das Geschäftsgebiet liegt im Zentrum des Landkreises Emsland.
An diesen Orten betreibt die Bank Filialen:
- Haselünne (Hauptstelle, jur. Sitz)
- Herzlake (Geschäftsstelle)
- Holte-Lastrup (SB-Geschäftsstelle)
- Lähden (SB-Geschäftsstelle)